# Thun-l'Évêque
 Thun-l'Évêque  es una población y comuna francesa, en la región de Norte-Paso de Calais, departamento de Norte, en el distrito de Cambrai y cantón de Cambrai-Est. 
La sala de fiestas se llama "L'étoile de Thun" se traduce en "la estrella de Thun".

## Demografía
| 589 | 536 | 535 | 594 | 575 | 537 |
| Para los censos de 1962 a 1999 la población legal corresponde a la población sin duplicidades (Fuente: INSEE [Consultar]) |     |     |     |     |     |